# Henri Le Lieure

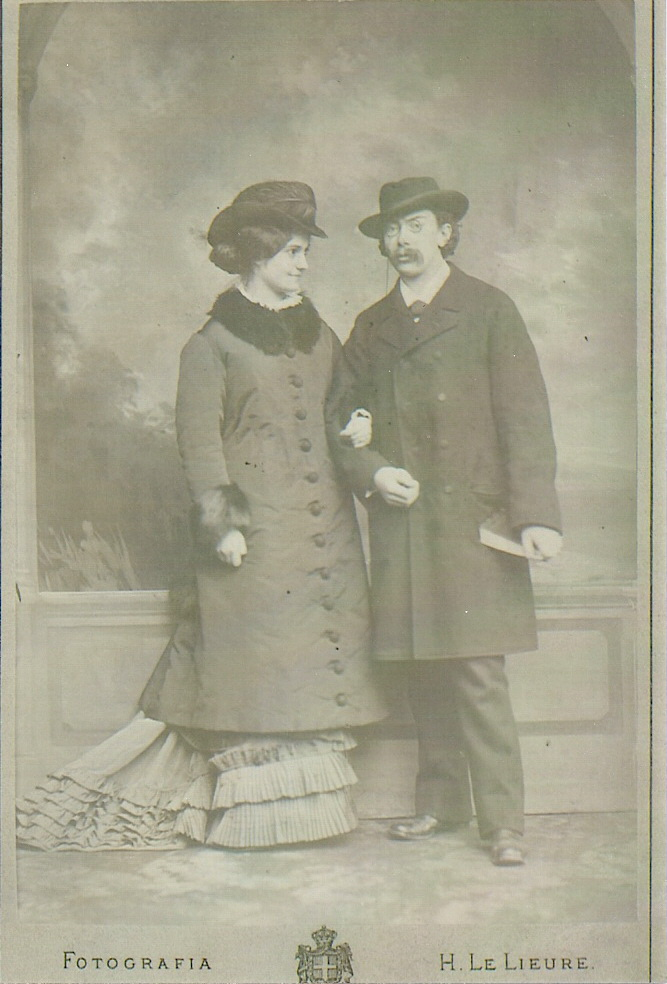
Henri Le Lieure: Emma a Victor Adlerovi během svatební cesty, 1878

Henri Le Lieure de l'Aubepin (1831 Nantes – 19. prosince 1914 Řím) byl francouzský fotograf a sběratel, který pracoval převážně v Itálii.

## Životopis
Henri Le Lieure byl především aktivní v Itálii, kam odešel roku 1859, když doprovázel francouzskou armádu za Napoleona III. Rozhodl se v této zemi usadit. Otevřel svůj první ateliér s názvem la Fotografia Parigina (Pařížská fotografie), který se nacházel ve veřejné zahradě dei Bastioni v blízkosti Caffè della Rotonda v Turíně. Po čase odešel do Říma, kde otevřel své druhé studio. Tam začal být značný zájem o jeho stereofotografie.
Zemřel v Římě 19. prosince 1914 ve věku 83 let.

## Sbírky
- National Portrait Gallery

## Galerie

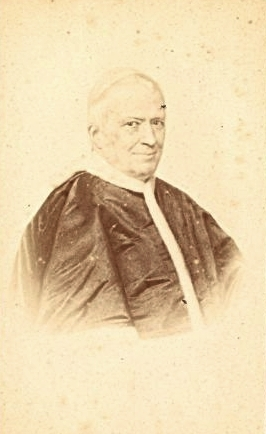
Portrét papeže Pia IX., 1860
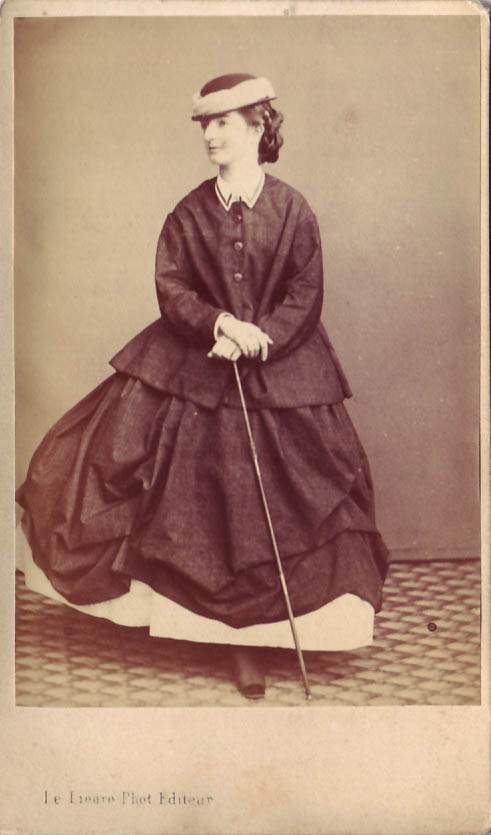
Princezna Marguerite-Yolande de Savoie (carte de visite)
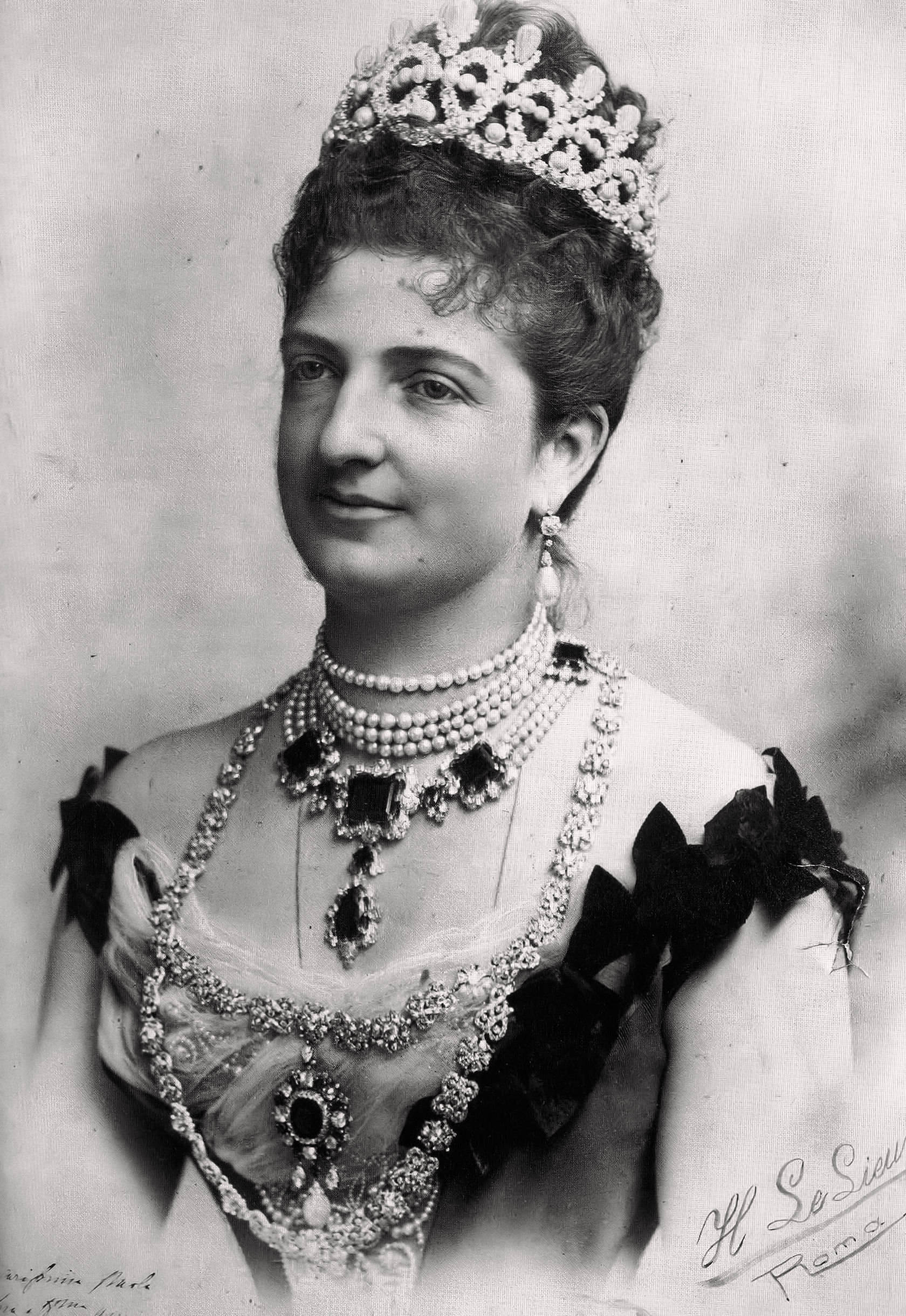
Portrét princezny Marguerite de Savoie
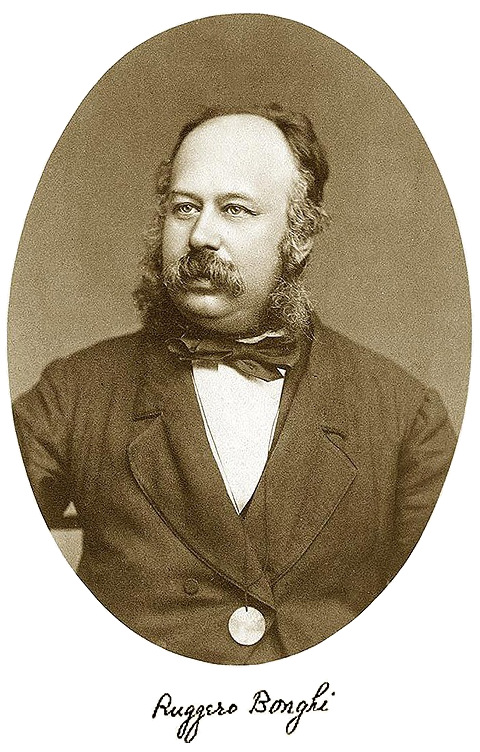
Portrét italského ministra Ruggera Bonghiho
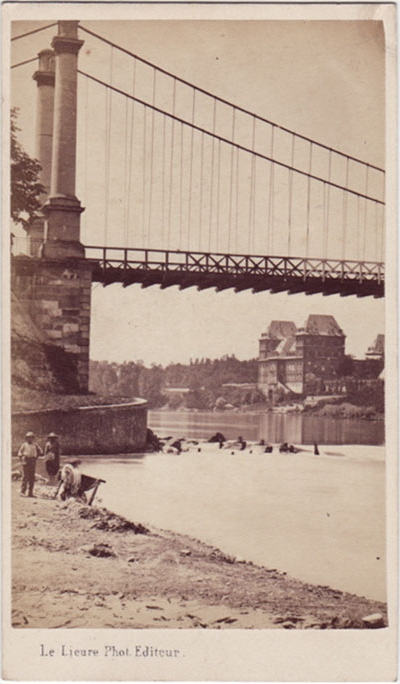
Řeka Pád v Turíně
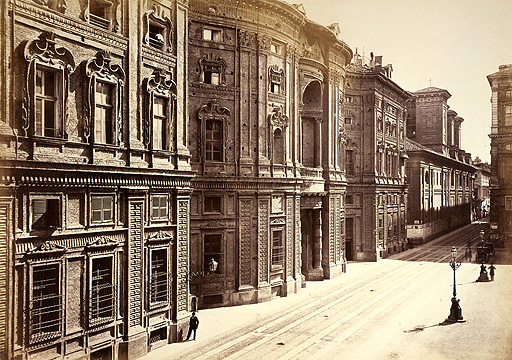
Turín, nám. Carignano
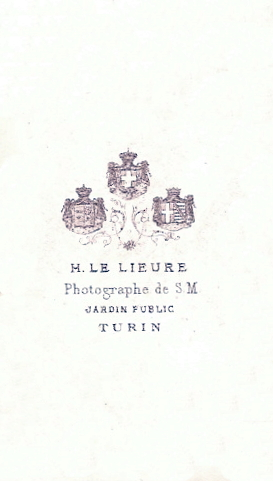
Rubová strana carte de visite, značka fotografa
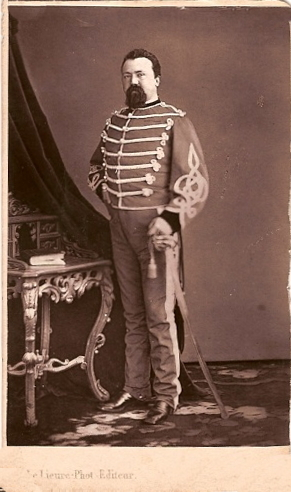
Důstojník během Třetí italské války za nezávislost, asi 1866